# راسيل هوارد (ممثل كوميدي)
راسيل هوارد (بالإنجليزية: Russell Howard)‏ (و. 1980  م) هو ممثل كوميدي، وكاتب سيناريو، وكوميدي ارتجالي، ومقدم تلفزيوني، وممثل تلفزي بريطاني، ولد في برستل.

## التعليم
تعلم في مدرسة بيدفورد الحديثة ‏
.

## وصلات خارجية
- راسيل هوارد على موقع IMDb (الإنجليزية)
- راسيل هوارد على موقع ميوزك برينز (الإنجليزية)
- راسيل هوارد على موقع قاعدة بيانات الفيلم (الإنجليزية)

- راسيل هوارد في قاعدة بيانات الأفلام على الإنترنت